# Scirpophaga tongyaii
Scirpophaga tongyaii là một loài bướm đêm trong họ Crambidae.